# Chiesa di San Giacomo (Villarosa)
La chiesa madre di San Giacomo è il principale luogo di culto di Villarosa, centro abitato in provincia di Enna. La chiesa è stata dedicata a san Giacomo nel 1763.